# Yaiza del Mar
Yaiza del Mar (Talavera de la Reina, Castilla-La Mancha; 17 de diciembre de 1986) es una ex actriz pornográfica española.

## Biografía
En el Festival Internacional de Cine Erótico de Barcelona fue nominada para el Premio Ninfa 2006, a la mejor actriz revelación española por Dieta mediterránea. Ha asistido a la mayoría de festivales españoles y portugueses desde entonces.
Debutó en 2006 con Torbe en su web Putalocura.com, siendo allí su primera escena en la serie "Pilladas" del sitio. Poco después hizo un cameo sobre la selección española con otra actriz de Putalocura, Mónica Ledesma. Luego de hacer un par de escenas más para el sitio de Torbe se pasó a las producciones de los hermanos Lapiedra, apareciendo en las películas Obsesión y Posesión, junto a actores como Ramón Nomar, Robin Blair y Lucía Lapiedra.
Realizó producciones con Whiteline Productions, compañía de Terri Summers y Andrea Moranti, y también para Colmax Francia. En cuanto a escenas para la web, ha grabado con Cumlouder, Kemaco Studio, Thagson, Vendiocio y Leche69.com. En Salvajes compartió escenas con Victoria Cruz, Nick Moreno y Max Cortés. También la ficharon productoras como Web Dreams, Tramp Stan Studio, Coppulaproduccion y Zona8film.com, y ha hecho apariciones en terrisummers.com, en la revista neerlandesa Rits!, en el catálogo de Thagson y en revistas como Microweb y Hot Video.
Se retiró en diciembre de 2013, y no ha vuelto a tener actividad en Twitter desde entonces, siendo además el dominio de su página web "yaizadelmar.com" comprado por un empresario llamado Garret del Mar. Actualmente reside en Barcelona.

## Filmografía
- Posesión /2006

Director: Pablo y Ramiro Lapiedra
Productora: Macromedia Producción
- Obsesión /2006

Director: Pablo y Ramiro Lapiedra
Productora: Macromedia Producción
- Querer es poder /2007

Director: torbe
Productor:torbe
- Especial Voyeurismo /2006

Director: J. Bistagne
Productora: Jorben
- Mujeres Satisfechas 2 /2006

Director: Benito Segundo y Jordi
Productora: Toro Bravo x.
- Club de intercambio de parejas en Barcelona /2006

Director: Benito Segundo y Jordi
Productora: Toro Bravo X.
- Las chicas de la zona 8 Vol 2 /2008

Director: Rufo Kraken
Productora: Zona 8 Films
- Las chicas de la zona 8 Vol 1 /2008

Director: Rufo Kraken
Productora: Zona 8 Films
- El diario de Zuleidy /2008

Director: Hermanos Lapiedra
Productora: Premiun
- Le meilleur de MMM100 vol 1 /2007

Director: -thierry
Productora: MMM100 – X Français
- Dieta Mediterránea /2006

Director: Isi Lucas
Productora: Deseo X – Thagson
- Deseo… Imposible /2006

Director: Giancarlo Candiano
Productora: Thagson
- Chloe /2008

Director: Pablo y Ramiro Lapiedra
Productora: World Premium Theatrical